# Wiktor Karlowitsch Bulla
Wiktor Karlowitsch Bulla (russisch Виктор Карлович Булла; * 1. August 1883 in Sankt Petersburg; † 30. Oktober 1938) war ein Fotograf in St. Petersburg, der nach der Oktoberrevolution gemeinsam mit einigen Kollegen im Auftrag der Regierung die revolutionären Ereignisse zwischen 1917 und 1920 im Bild festhielt. Der fotografische Essay Oktober dokumentiert eine Anzahl dieser Bilder. Unter anderem benutzte Sergei Eisenstein Bullas Fotos für seinen Film Oktober.

## Leben

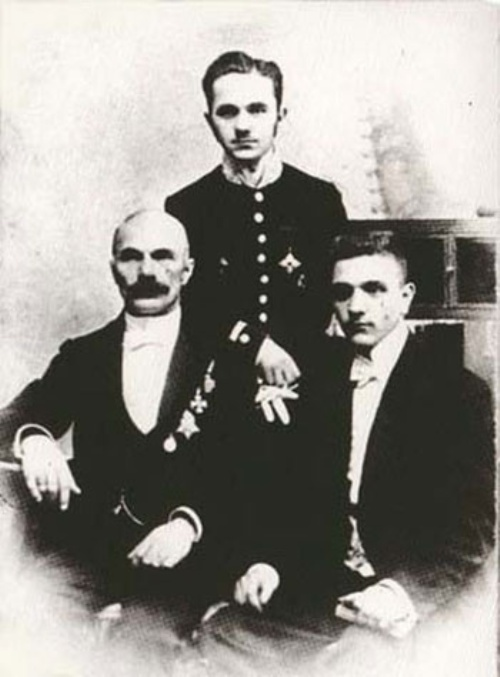
Karl Bulla mit seinen Söhnen Alexander und Wiktor

Wiktor Bulla war ein Sohn des aus Leobschütz stammenden Fotografen Carl Oswald Bulla, der zwischen 1890 und 1900 in St. Petersburg eine Fotoagentur begründet hatte. Carl Oswald Bulla verkaufte Fotos aktueller russischer Ereignisse an westeuropäische Zeitungen und Zeitschriften. Dabei unterstützten ihn später sein 1881 geborener Sohn Alexander sowie dessen Bruder Wiktor.
Wiktor Bulla studierte in Deutschland und arbeitete dann als Fotokorrespondent, zunächst im Russisch-Japanischen Krieg, dann im Ersten Weltkrieg. 1917 ernannte der Petrograder Sowjet ihn zum Leiter seines Foto-Komitees. Im Auftrag des Volkskommissariats für Bildungswesen (geleitet von Anatoli Wassiljewitsch Lunatscharski) dokumentierte Bullas Fotostudio, in dem unter anderem sein Bruder Alexander mitarbeitete, gemeinsam mit anderen Fotografen unter anderem die Feierlichkeiten zum ersten Jahrestag der Revolution im November 1918. Sein Vater Carl Oswald hatte sich nach dem Ersten Weltkrieg nach Estland zurückgezogen, wo er auf der Insel Ösel 1929 starb.
Zu den Kollegen Bullas bei seiner Revolutionsfotografie gehörten Jakob Wladimirowitsch Steinberg, Pawel Semjonowitsch Schukow und Juri Petrowitsch Jerjomin. Aus ihren Bildern entstand „als kaleidoskopartige Zusammenfassung“ der „fotografische Essay“ Oktober. Diese Publikation beeinflusste unter anderem Alexander Rodtschenko und Sergei Eisenstein stark; Letzterer benutzte unter anderem Bilder Bullas für seinen Film Oktober von 1927.
1937, im Jahr des Großen Terrors, wurde Bulla verhaftet. 1944 wurde seiner Familie mitgeteilt, er sei in einem Gefangenenlager an Krebs gestorben. In Wirklichkeit war er jedoch bereits im Oktober 1938 zum Tode verurteilt und erschossen worden.

## Rezeption
Zwei Fotoalben aus dem russischen Volkskommissariat für Bildungswesen, die unter anderem zahlreiche Bilder Bullas aus den Jahren 1917 bis 1919 enthalten, sind in der Basler „Sammlung Herzog“ erhalten. Die Bilder wurden erstmals bei einer Ausstellung des Museum Tinguely im Jahre 2003 gezeigt. Teile des photographischen Nachlasses von Bulla wurden in einem staatlichen Archiv in St. Petersburg aufgefunden, Teile lagern heute im Photoarchiv des Moskauer Hauses der Photographie.